# Lymanopoda pieridina
Lymanopoda pieridina is een vlinder uit de onderfamilie Satyrinae van de familie Nymphalidae. De wetenschappelijke naam van de soort is voor het eerst geldig gepubliceerd in 1927 door Johannes Karl Max Röber.